# Sony Dynamic Digital Sound

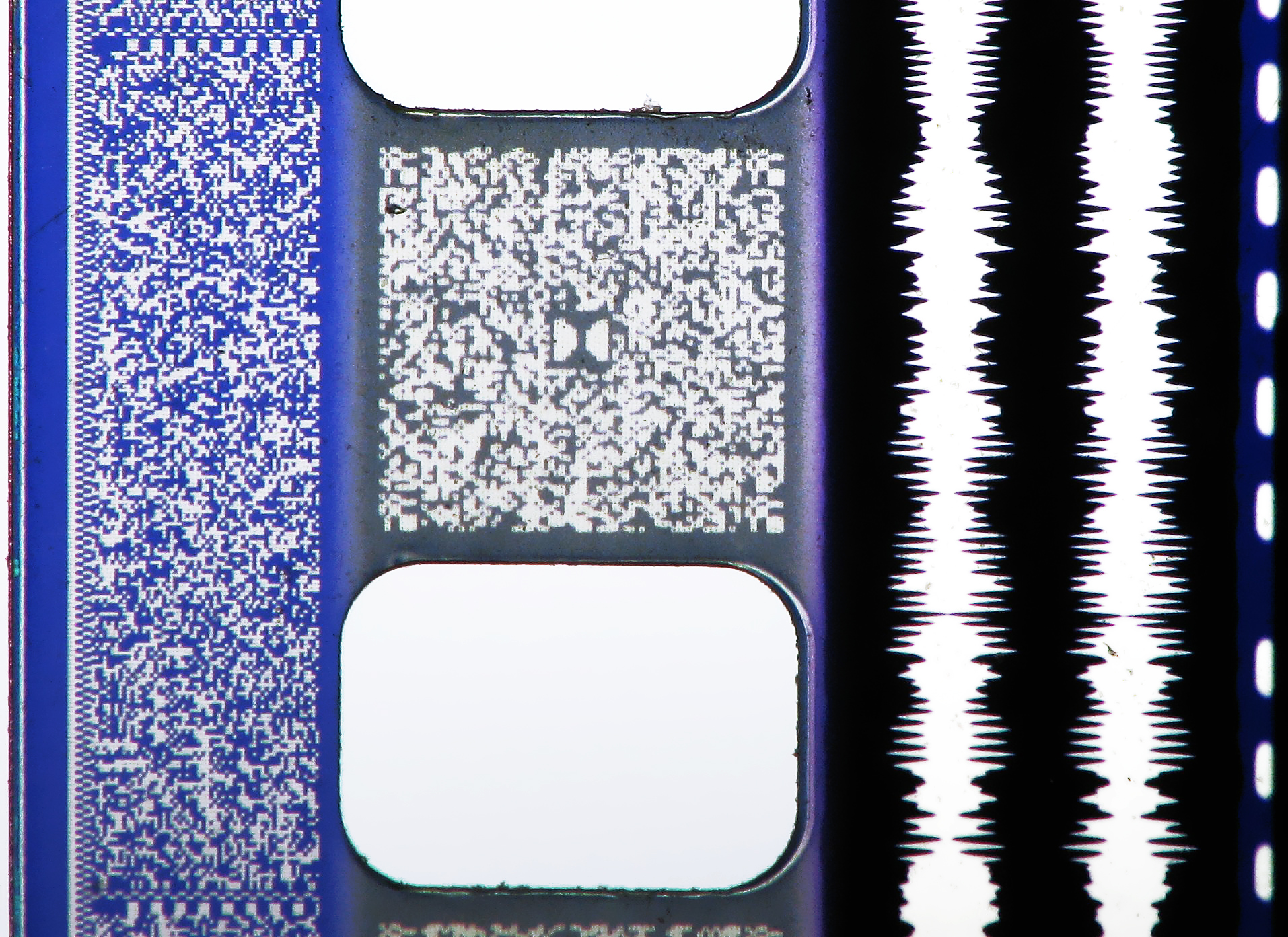
SDDS vergeleken met andere formaten. Van links naar rechts: SDDS, Dolby Digital, analoog geluid en de DTS-tijdcode om DTS-geluid dat op een externe bron staat synchroon te laten afspelen.

Sony Dynamic Digital Sound of afgekort SDDS is een digitaal bioscoopgeluidssysteem dat is ontwikkeld door Sony. De geluidsdata wordt opgeslagen aan de uiterste zijkant van een 35mm-film. Het systeem ondersteunt tot acht afhankelijke geluidskanalen, vijf voorkanalen, twee surroundkanalen en een sub-basskanaal. Daarnaast zijn er nog vier reservekanalen. Het systeem wordt vooral gebruikt in grote bioscopen. Tot op heden is het systeem niet beschikbaar voor thuisbioscopen.
Het SDDS-formaat maakt gebruik van ATRAC-compressie met een compressieratio van 5:1.

## Geschiedenis
SDDS werd ontwikkeld onder contract met Semetex Corp., een bedrijf dat slechts enkele kilometers van Sony Studios ligt. Het formaat kreeg destijds de codenaam "Green Lantern" mee, een ouderwetse term voor de toverlantaarn uit de 19e eeuw. SDDS was de laatste van de concurrerende audioformaten die begin jaren 90 werd uitgebracht, Dolby Digital en DTS gingen het formaat voor. Op 17 juni 1993 ging de eerste SDDS-film in première, de Arnold Schwarzenegger-film Last Action Hero. Sindsdien zijn meer dan 1400 films in het SDDS-geluidsformaat opgenomen. Daarvan gebruikten slechts honderd films alle acht kanalen. In 1999 ondersteunden wereldwijd meer dan 6750 bioscopen het formaat.
Alhoewel SDDS beschouwd wordt als het minst succesvolle digitale audioformaat van de drie eerder genoemden, worden de meeste grote films nog steeds in filmstroken met alle drie de formaten uitgebracht, met daarnaast een analoog geluidsspoor. Omdat het SDDS-geluidsspoor makkelijk beschadigd kan raken doordat het spoor aan de uiterste zijkant van de film is opgeslagen beschikken veel bioscopen over een systeem dat ervoor zorgt dat er automatisch wordt overgeschakeld op het analoge geluidsspoor. Bij kijkers kan deze overschakeling opgemerkt worden omdat er een licht verschil in geluidsvolume zal zijn.

## Technische eigenschappen

Kanaalindeling van SDDS met vijf schermkanalen, twee surround-kanalen, en een subwoofer. (5 / 2.1)

Technische eigenschappen voor het SDDS formaat zijn:
- Een vierkant van 8 micrometer met databits, 16 bits per audiokanaal, acht audiokanalen, twee kloksporen, twee hulpsporen voor uitlijnen met de film.
- Het definitieve formaat gebruikt een oppervlakte van 24 micrometer

Het formaat kan tot acht kanalen met discrete digitale audio ondersteunen, gecodeerd met de ATRAC-codec met een compressieverhouding van ongeveer 5:1, en een bemonsteringsfrequentie van 44,1 kHz. Deze kanalen zijn:
- Vijf schermkanalen (links, linksmidden, midden, rechtsmidden, rechts)
- Twee surroundkanalen (links surround, rechts surround)
- Subwooferkanaal

Daarnaast zijn er vier back-upkanalen gecodeerd in geval van beschadiging van de filmrol. Dit zijn:
- Midden, subwoofer, links + links midden, rechts + rechts midden

Dit geeft een totaal van twaalf kanalen met een totale bitsnelheid van 2,2 megabit per seconde. Dit is vele malen hoger dan de bitsnelheid van Dolby Digital van 0,64 megabit per seconde, en 1,536 megabit per seconde voor het DTS-formaat.
Voor aanvullende betrouwbaarheidsgegevens worden beide zijden van de film gescheiden door zeventien frames. Een enkele splitsing of een reeks ontbrekende frames zal niet resulteren in een volledig verlies van gegevens.